# ديفيد إدوارد
ديفيد إدوارد (بالإنجليزية: David Edward)‏ هو قاضي بريطاني، ولد في 14 نوفمبر 1934 في بيرث في المملكة المتحدة.